# Aya Virginie Touré
Pour les articles homonymes, voir Touré.
Aya Virginie Touré, née Aya Virginie Kouamé, est une militante de la paix et une femme politique ivoirienne. Elle s'est fait connaître pour avoir organisé la résistance non violente des femmes contre le président Laurent Gbagbo, qui avait refusé de se retirer après avoir perdu l'élection présidentielle contre Alassane Ouattara. Touré a travaillé à mobiliser les femmes en tant que directrice nationale de campagne adjointe de Ouattara pour l'élection présidentielle ivoirienne de 2010,. En 2016, elle a été élue députée dans la 72e circonscription, qui comprend les villes de Guépahouo et Oumé,. Depuis au moins 2014, elle est directrice exécutive de la Fondation Petroci, l'organisation caritative de la société pétrolière et gazière ivoirienne. 

## Congrès des femmes républicaines
Au sein du Rassemblement des républicains, Aya Virginie Touré a été élue présidente du Rassemblement des femmes républicaines (RFR).  
Elle s'est exprimée contre Gbagbo et son entourage, qui auraient prétendument fait sortir l'argent des contribuables du pays pour leur enrichissement personnel.  

## Leader de manifestations contre la guerre civile
Touré a organisé de nombreuses manifestations pour la paix en Côte d'Ivoire lors de la crise ivoirienne de 2010-2011. Dans une interview sur BBC News, Touré a comparé la situation à la guerre civile libyenne de 2011 et a sollicité l'appui de la communauté internationale. Elle a appelé à une intervention militaire pour destituer Laurent Gbagbo du pouvoir de la même manière que Charles Taylor avait été destitué lors de la deuxième guerre civile libérienne. 

### Manifestations
En décembre 2010, Touré a dirigé des centaines de femmes lors d'une manifestation pacifique lors de la crise en cours à Abidjan. Ils ont frappé des pots pour avertir de l'arrivée des milices. 
Le 3 mars 2011, Touré a dirigé 15 000 femmes lors d'une manifestation pacifique à Abidjan. Certaines étaient vêtus de noir, d'autres portaient des feuilles et d'autres étaient nues, en signe de malédiction envers Laurent Gbagbo. Dans le quartier d'Abobo, elles ont été accueillis par les forces de sécurité avec des chars qui ont ouvert le feu sur les femmes. Sept femmes ont été tuées et environ 100 ont été blessées. Le 8 mars, Journée internationale des femmes, Touré a rassemblé 45 000 femmes dans le cadre de manifestations pacifiques organisées dans tout le pays. Les femmes ont rencontré des jeunes armés de machettes et d'armes automatiques tirant en l'air sur Koumassi. Une femme et trois hommes ont été tués à Abidjan par l'armée. 
Le 8 mars 2011, Leymah Gbowee a publié une déclaration de soutien aux manifestations pacifiques des femmes chrétiennes et musulmanes de Côte d'Ivoire et les a comparées à celles du Libéria. 
Le 23 mars, au sommet de la Communauté économique des États de l'Afrique de l'Ouest (CEDEAO) au Nigéria une « Marche des mille femmes » a été organisée par des militants de la paix en Afrique de l'Ouest pour soutenir les femmes de Côte d'Ivoire. Elles portaient des t-shirts blancs  et représentaient des pays d'Afrique de l'Ouest, notamment la Côte d'Ivoire, le Ghana, le Libéria, le Nigéria, la Sierra Leone et le Togo.  Elles ont publié un communiqué de presse et présenté une déclaration de position aux chefs d'État de la CEDEAO. 
Le 23 mars, Goodluck Jonathan, président du Nigeria, a exhorté les Nations Unies à adopter une résolution leur permettant de prendre des mesures, affirmant que l'instabilité constituait une menace pour la sécurité en Afrique de l'Ouest. 